# Наханни-Рендж (трасса)
Дорога Наханни-Рейндж, другое название - Юконская трасса 10, соединяют трассу Кэмпбелл с крупным месторождением вольфрама в Северо-западной территории, Канада. Общая протяженность трассы 196 км.
Строительство дороги проходило за счет средств правительства и Канадской вольфрамовой компании и было закончено в 1963 году. В 1986 году месторождение перестало разрабатываться и трасса долгое время почти не поддерживалась, часть мостов была снесена. Основная информация о трассе относится именно к этому периоду. С повторным открытием работ в 2002 году трассу снова стали поддерживать. Конечная точка маршрута, город Тангстен (или Кантунг) является закрытым городом. Несмотря на это вдоль дороги есть множество мест для отдыха, часть которых поддерживается правительством Юкона.